# バルゲ (ニーダーザクセン)
バルゲ (ドイツ語: Balge) は、ドイツ連邦共和国ニーダーザクセン州のニーンブルク/ヴェーザー郡に属す町村（以下、本項では便宜上「町」と記述する）である。

## 地理
バルゲはヴェーザー川沿いに位置する。この町はマルクローエを本部所在地とするザムトゲマインデ・ヴェーザー＝アウエを構成する自治体の一つである。

### 集落
- バルゲ (Balge)
- ホルツバルゲ (Holzbalge)
- ゼッベンハンゼン (Sebbenhausen)
- ブーフホルスト (Buchhorst)
- メールベルゲン (Mehlbergen)
- ブレンホルスト (Blenhorst)
- ドルドルフ (Dolldorf)
- ベーテンベルク (Bötenberg)

## 行政

### 議会
バルゲの町議会は11議席からなる。

### 首長
名誉職の町長はティナ・ヴォーラース (WGGB) が務めている。

## 文化と見所

### スポーツ
バルゲ町内にはスポーツクラブが1つある。また、いくつかの集落に射撃クラブがある。

## 経済と社会資本

### 教育
- 基礎課程学校。児童数の大幅な減少予測（1学年5人にまで減少する）に基づき、閉鎖されることが2008年の初めに議決された。

## 引用
1. ↑  Landesamt für Statistik Niedersachsen, LSN-Online Regionaldatenbank, Tabelle A100001G: Fortschreibung des Bevölkerungsstandes, Stand 31. Dezember 2023